# Alari (famiglia)
La famiglia Alari (o Alario) furono una nobile famiglia milanese, originaria del comasco.

## Storia

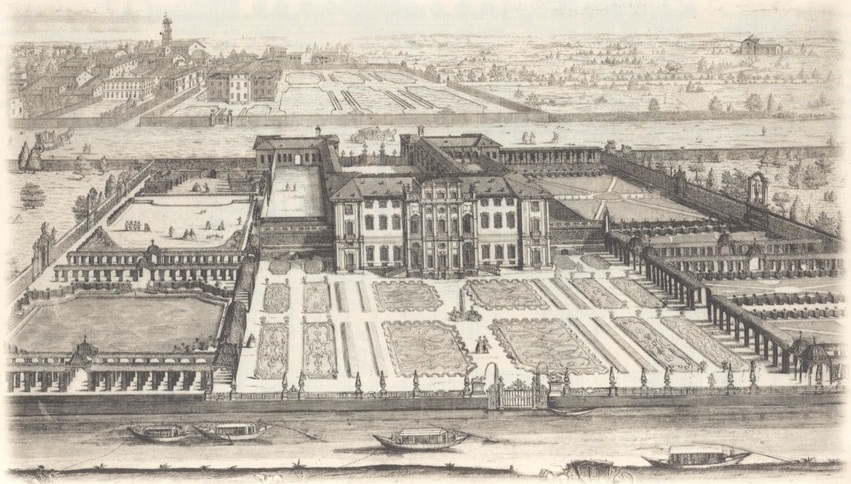
Villa Alari in un'incisione di Marcantonio Dal Re.

La famiglia, probabilmente originaria del Piemonte, conobbe grande fama nel corso del XVIII secolo grazie ad un personaggio chiave, Giacinto Alari. Questi, nato a Como e proprietario di una considerevole fortuna personale, la investì a Milano nell'acquisto del feudo di Tribiano, nel milanese, e di vasti appezzamenti di terreno a Cernusco sul Naviglio ed in altre località del contado.
Nel 1702, Giacinto Alari venne nominato commissario generale delle munizioni dello stato di Milano, col compito di rifornire l'esercito austriaco nel milanese delle cartucce e delle palle di cannone necessarie in un periodo particolarmente delicato nei conflitti del panorama europeo. Nel 1703, dopo la sua nomina a luogotenente del Corriere Maggiore e poi a maestro di posta del ducato di Milano, Giacinto venne creato conte nel 1731 e dall'anno successivo gli venne affidato il feudo di Tribiano, trasmissibile ai suoi discendenti primogeniti. Per coronare i successi raggiunti dalla sua casata, fece realizzare a Cernusco sul Naviglio una splendida villa di campagna (attuale Villa Alari-Visconti), commissionata al celebre architetto Giovanni Ruggeri, la quale venne immortalata anche dal celebre incisore Marcantonio Dal Re nelle sue Ville di delizia.
A Giacinto Alari, premorirono il primogenito Francesco ed il secondogenito Saulo, ed alla di lui morte nel 1753 i titoli, la villa ed i vasti possedimenti della famiglia vennero ereditati quindi dal terzogenito, il canonico Giuseppe, nonché dai nipoti Francesco (n. 1730) e Saulo (n. 1747). Nel periodo di gestione degli affari di famiglia da parte di Francesco, la villa di Cernusco ospitò, dal 1771 al 1776, ogni estate, l'arciduca Ferdinando d'Asburgo-Lorena, governatore del ducato di Milano per conto del governo imperiale austriaco, e la moglie Maria Beatrice d'Este, i quali erano in attesa dell'edificazione della Villa Reale a Monza. La famiglia Alari, che per questa costruzione aveva impiegato gran parte del proprio capitale, era entrata in trattativa per vendere il possedimenti direttamente alla coppia arciducale, ma l'affare non andò infine in porto.
Figlio di Francesco fu Saulo Alari (1778-1831), cavaliere dell'Ordine della Corona Ferrea, alla morte del quale la casata si estinse; le proprietà passarono alla moglie di Saulo, Marianna San Martino della Motta, la quale sposò in seguito il conte Ercole Visconti di Saliceto a cui la villa e buona parte dei beni degli Alari passarono.
La famiglia si ramificò anche nel monzese ove nel 1776 ottenne anche il feudo di San Damiano (attuale frazione del comune di Brugherio).

## Albero genealogico
|                                   |                                   |                                                                 |                                                                 |                                       |                                                                        |                                                                        |                                                               |                                                               |                                     |                                                                                         |                                                                                         |                           |                                    |                                                                             |                                                                                   |                                                                                   |                                                       |                                                       |                                           |
|                                   |                                   |                                                                 |                                                                 |                                       |                                                                        |                                                                        |                                                               |                                                               |                                     |                                                                                         | Carlo *1590 †1669 1. ? 2. Livia Taroni                                                  |                           |                                    |                                                                             |                                                                                   |                                                                                   |                                                       |                                                       |                                           |
|                                   |                                   |                                                                 |                                                                 |                                       |                                                                        |                                                                        |                                                               |                                                               |                                     |                                                                                         |                                                                                         |                           |                                    |                                                                             |                                                                                   |                                                                                   |                                                       |                                                       |                                           |
|                                   |                                   |                                                                 |                                                                 |                                       |                                                                        |                                                                        |                                                               |                                                               |                                     |                                                                                         |                                                                                         |                           |                                    |                                                                             |                                                                                   |                                                                                   |                                                       |                                                       |                                           |
|                                   |                                   |                                                                 |                                                                 |                                       |                                                                        |                                                                        |                                                               |                                                               |                                     |                                                                                         | 2. Giacinto, I conte di Tribiano *1668 †1753 Teresa Gariboldi                           |                           |                                    |                                                                             |                                                                                   |                                                                                   |                                                       |                                                       |                                           |
|                                   |                                   |                                                                 |                                                                 |                                       |                                                                        |                                                                        |                                                               |                                                               |                                     |                                                                                         |                                                                                         |                           |                                    |                                                                             |                                                                                   |                                                                                   |                                                       |                                                       |                                           |
|                                   |                                   |                                                                 |                                                                 |                                       |                                                                        |                                                                        |                                                               |                                                               |                                     |                                                                                         |                                                                                         |                           |                                    |                                                                             |                                                                                   |                                                                                   |                                                       |                                                       |                                           |
|                                   |                                   |                                                                 |                                                                 |                                       | Liberia *1697 † 1785 Giuseppe da Trecate                               | Liberia *1697 † 1785 Giuseppe da Trecate                               | Francesco Maria Ignazio Giuseppe *1702 †1736 Virginia Fossati | Francesco Maria Ignazio Giuseppe *1702 †1736 Virginia Fossati |                                     |                                                                                         |                                                                                         |                           |                                    |                                                                             | Carlo Francesco Saverio Saulo detto Saulo *1708 † 1747 Maria Teresa Brockenhausen | Carlo Francesco Saverio Saulo detto Saulo *1708 † 1747 Maria Teresa Brockenhausen | Giuseppe *1708 †1776 canonico                         | Giuseppe *1708 †1776 canonico                         |                                           |
|                                   |                                   |                                                                 |                                                                 |                                       |                                                                        |                                                                        |                                                               |                                                               |                                     |                                                                                         |                                                                                         |                           |                                    |                                                                             |                                                                                   |                                                                                   |                                                       |                                                       |                                           |
|                                   |                                   |                                                                 |                                                                 |                                       |                                                                        |                                                                        |                                                               |                                                               |                                     |                                                                                         |                                                                                         |                           |                                    |                                                                             |                                                                                   |                                                                                   |                                                       |                                                       |                                           |
|                                   |                                   |                                                                 |                                                                 |                                       | Francesco Giacinto, II conte di Tribiano *1730 †1801 Giuseppa Canavesi | Francesco Giacinto, II conte di Tribiano *1730 †1801 Giuseppa Canavesi | Giacinto */†1733                                              | Giacinto */†1733                                              | Adelaide *1736 †1808 Giuseppe Gatti | Adelaide *1736 †1808 Giuseppe Gatti                                                     |                                                                                         |                           | Antonia *1743 †1763 Giuseppe Croce | Antonia *1743 †1763 Giuseppe Croce                                          | Agostino Saulo, I conte di San Damiano *1747 †1782 Cristina Langosco              | Agostino Saulo, I conte di San Damiano *1747 †1782 Cristina Langosco              | Francesca Maria Leopolda ?-? Giovanni Francesco Torti | Francesca Maria Leopolda ?-? Giovanni Francesco Torti |                                           |
|                                   |                                   |                                                                 |                                                                 |                                       |                                                                        |                                                                        |                                                               |                                                               |                                     |                                                                                         |                                                                                         |                           |                                    |                                                                             |                                                                                   |                                                                                   |                                                       |                                                       |                                           |
|                                   |                                   |                                                                 |                                                                 |                                       |                                                                        |                                                                        |                                                               |                                                               |                                     |                                                                                         |                                                                                         |                           |                                    |                                                                             |                                                                                   |                                                                                   |                                                       |                                                       |                                           |
| Maria Giulia Girolama *1771 †1782 | Maria Giulia Girolama *1771 †1782 | Giuseppa Virginia Teresa *1773 †1835 Giuseppe Antonio Coppalati | Giuseppa Virginia Teresa *1773 †1835 Giuseppe Antonio Coppalati | Cesare Giacinto Francesco *1774 †1775 | Cesare Giacinto Francesco *1774 †1775                                  | Agostino Saulo *1775 †1776                                             | Agostino Saulo *1775 †1776                                    | Un figlio maschio */†1777                                     | Un figlio maschio */†1777           | Alberica Maria Beatrice *1790 †1886 Luigi Meraviglia Mantegazza, IV marchese di Liscate | Alberica Maria Beatrice *1790 †1886 Luigi Meraviglia Mantegazza, IV marchese di Liscate | Un figlio maschio */†1777 | Un figlio maschio */†1777          | Saulo, II conte di San Damiano *1778 †1831 Marianna San Martino della Motta | Saulo, II conte di San Damiano *1778 †1831 Marianna San Martino della Motta       | Giovanna Ippolita Maria *1778 †1782                                               | Giovanna Ippolita Maria *1778 †1782                   | Giuseppa *1781 †1829 Bernardino Annibaldi             | Giuseppa *1781 †1829 Bernardino Annibaldi |
|                                   |                                   |                                                                 |                                                                 |                                       |                                                                        |                                                                        |                                                               |                                                               |                                     |                                                                                         |                                                                                         |                           |                                    |                                                                             |                                                                                   |                                                                                   |                                                       |                                                       |                                           |
|                                   |                                   |                                                                 |                                                                 |                                       |                                                                        |                                                                        |                                                               |                                                               |                                     |                                                                                         |                                                                                         |                           |                                    |                                                                             |                                                                                   |                                                                                   |                                                       |                                                       |                                           |
|                                   |                                   |                                                                 |                                                                 |                                       |                                                                        |                                                                        |                                                               |                                                               |                                     |                                                                                         |                                                                                         | Alberto */†1818           | Alberto */†1818                    | Un figlio maschio */†1820                                                   | Un figlio maschio */†1820                                                         | Un figlio maschio */†1821                                                         | Un figlio maschio */†1821                             |                                                       |                                           |